# Нишавич, Елена
Елена Нишавич (серб. Jelena Nišavić / Јелена Нишавић; род. 17 сентября 1980, Белград) — сербская гандболистка, левый вингер сербского клуба «Ягодина» и сборной Сербии. Серебряный призёр Средиземноморских игр 2005 года и чемпионата мира 2013 года.

## Достижения

### Клубные
- Чемпионка Сербии: 2011, 2012, 2013
- Победительница Кубка Сербии: 2011, 2012, 2013

### В сборной
- Серебряный призёр Средиземноморских игр: 2005
- Лучший бомбардир Карпатского кубка: 2011
- Серебряный призёр чемпионата мира: 2013